# Michel Jonasz en concert au Palais des sports
Albums de Michel Jonasz
Unis vers l'uni
(1985) La fabuleuse histoire de Mister Swing
(1987)
Michel Jonasz en concert au Palais des sports est un album live de Michel Jonasz enregistré au Palais des sports de Paris en 1985 et est sorti en vinyle la même année avec 14 pistes et 1986 pour les versions cassette et disque compact.

## Liste des pistes
| No  | Titre                             | Durée |
| --- | --------------------------------- | ----- |
| 1.  | Y'a rien qui dure toujours        |       |
| 2.  | Super nana                        |       |
| 3.  | Mini cassette                     |       |
| 4.  | Les Lignes téléphoniques          |       |
| 5.  | Lucille                           |       |
| 6.  | J'veux pas qu'tu t'en ailles      |       |
| 7.  | La Terre et le père               |       |
| 8.  | Unis vers l'uni                   |       |
| 9.  | C'est la nuit                     |       |
| 10. | Intro Jazzin Mister J             |       |
| 11. | La Boîte de jazz                  |       |
| 12. | La FM qui s'est spécialisée funky |       |
| 13. | Guigui                            |       |
| 14. | Joueurs de blues                  |       |

### Titres supprimés de l’éditionCD
- 25 piges dont 5 au cachot
- De l'amour qui s'évapore
- Les Fourmis rouges

## Crédits

### Album
- Paroles et musique de Michel Jonasz sauf : 
  - Super Nana, paroles et musique de Jean-Claude Vannier
- Réalisation : Michel Jonasz, Claude Wild et Alain Longchampt
- Mixage : Claude Grillis, assisté de Jean-Jacques Lemoine
- Studio : Studios L'Artistic-Palace, Paris
- Éditeurs : Les Anges de la Musique, Éditions CBS music.
- Album original : Double 33 tours / LP Stéréo Atlantic 240 810-1 sorti en novembre 1985
- Photographies : 
  - Recto verso pochette : Alain Logchampt
  - Photographies intérieures double 33 tours : B. Baritaud, G. Decamps, M. Huster, C. Meyer

### Vidéo
- Support : VHS, 52 min, couleur SECAM
- Production : CWP et Public-Image
- Coordination artistique : Yves Derisbourg
- Réalisation Laurent Broomhead et Patrick Durand
- Éditeur : Warner music France. Éditeur commercial
- Distributeur : Warner music France. Distributeur

### Le spectacle

#### Musiciens et autres artistes
- Piano et synthétiseur Yamaha DX7 : Jean-Yves D'Angelo
- Basse : Dominique Bertram
- Guitares : Kamil Rustam
- Batterie et percussions: Manu Katché
- Orgue Hammond B3, Fender Rhodes et synthétiseur Yamaha DX7 : Christophe Soullier
- Saxophone : Michel Gaucher
- Chœurs : Arthur Simms et Johnny Simms

#### Production du spectacle
- Producteur : Claude Wild pour CWP (Claude Wild Productions)
- Mise en scène : Alain Longchampt
- Costumes : François Girbaud
- Décors : Alain Longchampt
- Lumières : James Dann
- Audiovisuel : Alain Longchampt
- Enregistrement et mixage : Claude Grillis avec le Studio Mobile Le Voyageur en septembre-octobre 1985[4]
- Prise de son salle : Claude Grillis